# Karol Orleański
Karol I, Charles d’Orléans (ur. 24 listopada 1394, zm. 5 stycznia 1465) – książę Orleanu, poeta epoki średniowiecza francuskiego. Autor wielu pieśni i ballad (m.in. A sa Dame, En regardant vers le pays de France, Encore est vive la souris)

## Życiorys
Syn Ludwika, księcia Orleanu i Walentyny z domu Visconti. Dorastał w Blois na dworze. Był świadkiem zabójstwa swojego ojca, zamordowanego przez ludzi Jana bez Trwogi, księcia Burgundii. W 1415 roku został ranny podczas bitwy pod Azincourt, wzięty do niewoli i wywieziony do Anglii, gdzie pozostał jako zakładnik przez 25 lat. Przeżycia wojenne zainspirowały go napisania licznych poematów na temat nieszczęścia ojczyzny i pochwały pokoju. Powrócił do Francji w 1440. Zamieszkał w swojej posiadłości w Blois, gdzie studiował filozofię epikureizmu. Około roku 1464 stan jego zdrowia się pogorszył i zmarł w 1465 w Amboise.
Karol był żonaty trzykrotnie. Jego pierwszą żoną była córka króla Francji Karola VI Szalonego i dość bliska krewna Izabela, wdowa po królu Anglii Ryszardzie II). Ich ślub miał miejsce w 1406 w Compiègne. Izabela zmarła w połogu, a ich córka Joanna (1409, Blois – 1432, Angers) w 1424 poślubiła Jana II, księcia Alençon.
W 1410 Karol poślubił Bonę z rodu Armaniaków, córkę Bernarda VII, hrabiego Armagnac). Bona zmarła, zanim Karol powrócił z niewoli.
Po powrocie z angielskiej niewoli, w 1440 w St. Omer, Karol poślubił Marię z rodu książąt Kliwii, córkę Adolfa II i wnuczkę Jana Bez Trwogi. Para miała troje dzieci:
- Marię orleańską (1457–1493), od 1476 żonę Jana de Foix, hrabiego Étampes, matkę królowej Germaine de Foix,
- Ludwika XII, przyszłego króla Francji (1462–1515),
- Annę orleańską (1464–1491), przełożoną klasztorów w Fontevrault i Poitiers.

## Twórczość
Jego poezja skupia się głównie na dziełach krótkich takich jak ballady czy pieśni, których głównym motywem jest najczęściej życie dworskie (czasami są to utwory o charakterze komicznym). Pod koniec życia skupił się jednak na utworach wychwalających mądrość i filozofię, o lekko sceptycznym zabarwieniu. Podczas pobytu w Anglii jego utwory były bardziej melancholiczne. Na polski jego utwory tłumaczyli Bronisław Teodor Grabowski i Jacek Kowalski.

## Najważniejsze dzieła
- Livre contre tout péché
- La Retenue d’Amours
- Songe en complainte
- Départie d’Amour
- A sa Dame
- En regardant vers le pays de France
- Le printemps